# Stepnói (Kalíninskaya, Krasnodar)
Stepnói (del ruso: Степной) es un jútor del raión de Kalíninskaya del krai de Krasnodar en el sur de Rusia. Está situado a 18 km al noroeste de Kalíninskaya y 75 km al noroeste de Krasnodar, la capital del krai. Tenía 1 habitante en 2010.
Pertenece al municipio Kuibyshevskoye.